# Samsung Galaxy Note 7
De Samsung Galaxy Note7 is een Android-smartphone van het elektronicabedrijf Samsung. Het toestel werd op 2 augustus 2016 voorgesteld. Het nummer 7 verwijst naar het verband met de Samsung Galaxy S7.
De Note7 is de opvolger van de Samsung Galaxy Note 6. Hij beschikt over betere hardware, een IP68 water- en stofdichte rating en een uitbreidbaar geheugen. Ook zijn beide randen van het toestel omgebogen.
Op 11 oktober 2016 werd besloten de productie stop te zetten na herhaaldelijke problemen met de batterijen van het toestel.

## Specificaties

### Hardware
De Note7 heeft een Quad HD Super Amoled scherm met een resolutie van 1440 x 2560 pixels en met een schermdiagonaal van 14,5 cm (5,7 inch). Beide zijkanten van het scherm zijn afgebogen, zoals we al zagen bij de Samsung Galaxy S6 en de Samsung Galaxy S7. Het toestel beschikt over een 3500 mAh batterij. De camera is dezelfde als die van de S7. Het is een 12.0 megapixel versie met een heldere lens van f/1.7 en 1,4 µm grote pixels.
De processor is voor de meeste landen een Samsung Exynos 8890. In sommige landen wordt er echter gebruik gemaakt van de Qualcomm Snapdragon 820. Ook dit jaar bezit de Note een S Pen. Deze is waterdicht en kan gebruikt worden om aantekeningen te maken op het scherm. De Note7 is ook de eerste Samsung Smartphone met een USB Type-C aansluiting. Daarnaast bezit het toestel, naast een vingerprintscanner, een Irisscanner. Hiermee kan het toestel ontgrendeld worden of bestanden worden beveiligd.

### Software
De Note7 wordt geleverd met Android 6.0 Marshmallow met Samsung's eigen TouchWiz gebruikersinterface.

## Batterijproblemen
De Samsung smartphone werd geteisterd door batterijproblemen. Enkele toestellen konden oververhit raken en als gevolg daarvan ontvlammen.

### Eerste terugroepingsactie
Op 24 augustus 2016 vond het eerste incident met de Note7 plaats. Een gebruiker in China toonde op het sociale netwerk Baidu afbeeldingen van een geëxplodeerde Samsung Galaxy Note7. Op 29 augustus 2016 wordt een YouTube video vrijgegeven met een Note7 die vlam heeft gevat. Deze berichten in de media zijn voor Samsung reden om de transporten van het toestel te vertragen voor aanvullende kwaliteitstesten. Het bedrijf gaat er niet op in waarom de aanvullende testen nodig zijn maar diverse media leggen de link met de incidenten met ontploffende batterijen in de smartphone. Door de berichten over exploderende batterijen verliest Samsung op 1 september 7 miljard marktwaarde op de beurs.
Op 2 september 2016 werd de verkoop van de Note7 stilgelegd en kondigde Samsung een terugroepingsactie aan. Gebruikers kregen de keuze om hetzelfde model, met een goede batterij, terug te krijgen of om een Galaxy S7 of S7 Edge te krijgen (en een terugbetaling van het verschil). Daarbovenop kregen alle gebruikers een cadeaukaart van $25. Het ging in dit geval om meer dan 2 miljoen toestellen. Vanaf 8 september mogen Galaxy Note7 smartphones niet opgeladen of aangezet worden aan boord van een vliegtuig in de Verenigde Staten. Op 9 september 2016 volgt de EASA met hetzelfde bericht. Op 12 september 2016 werd er een officiële terugroepingsactie door het U.S. Consumer Product Safety Commission ingesteld. Ondertussen rolde Samsung een software-update uit waardoor opladen nog maar tot 60% lukte.

### Tweede terugroepingsactie
Op 25 september 2016 komen nieuwe berichten binnen over gebruikers in China die klagen over batterijproblemen nadat de batterij verwisseld is. Op 28 september 2016 onderzoekt Samsung de nieuwe klachten over vervangende Galaxy Note7 toestellen. Op 29 september 2016 verontschuldigd Samsung zich aan Chinese klanten in een open brief. In oktober 2016 kwamen nieuwe problemen aan het licht met de nieuwe batterijen. Op 29 september 2016 vat een vervangend model van de Galaxy Note7 vlam in een vliegtuig. Er wordt door de Amerikaanse autoriteiten een onderzoek ingesteld naar dit nieuwe incident. Op 11 oktober 2016 besliste Samsung de productie stop te zetten en alle toestellen opnieuw te laten inleveren.